# Besseyův systém
Besseyův systém byl publikován zde:
Charles E. Bessey. The phylogenetic taxonomy of flowering plants. Annals of the Missouri Botanical Garden. 1915, roč. 2, s. 109–164. Dostupné online. doi:10.2307/2990030. available online at  Botanicus.org [PDF]. Missouri Botanical Garden [cit. 2007-08-16]. Dostupné online.
Bessey se domníval, že Spermatophyta mají polyfyletický původ a skládají se ze 3 různých kmenů. Zabýval se všyk pouze kmenem Anthophyta (kvetoucí rostliny).
Z jeho systému vycházejí i mnohé modernější systémy, kdy došlo jen k větším nebo menším úpravám např. Cronquistův (1981, 1983, 1988), Tachtadžjanův (1969, 1980, 1983, 1991)
Stebbinsův (1974), Dahlgrenův (1975, 1980, 1983; R. Dahlgren et al. 1981; R. Dahlgren and Rasmussenův 1983; R. 
Dahlgrenův and Bremerův 1985; G. Dahlgren 1989), and Thorneův (1976, 1981, 1983, 1992)

## Systém
Podle G. H. M. Lawrence. Taxonomy of vascular plants. [s.l.]: [s.n.], 1951. Dostupné online. a originálu (1915).
- phylum Angiospermae
1 classis Alternifoliae syn.:Monocotyledoneae
1 subclassis Strobiloideae
ordo Alismatales
Alismataceae
Butomaceae
Triuridaceae
Scheuchzeriaceae
Typhaceae
Sparganiaceae
Pandanaceae
Aponogetonaceae
Potamogetonaceae
ordo Liliales
Liliaceae
Stemonaceae
Pontederiaceae
Cyanastraceae
Philydraceae
Commelinaceae
Xyridaceae
Mayacaceae
Juncaceae
Eriocaulaceae jako Eriocaulonaceae [sic]
Thurniaceae
Rapateaceae
Najadaceae jako Naiadaceae [sic]
ordo Arales
Cyclanthaceae
Araceae
Lemnaceae
ordo Palmales
Palmae jako Palmaceae [sic]
ordo Graminales
Restionaceae
Centrolepidaceae
Flagellariaceae
Cyperaceae
Poaceae
2 subclassis Cotyloideae
ordo Hydrales
Vallisneriaceae syn.: Hydrocharitaceae
ordo Iridales
Amaryllidaceae
Haemodoraceae
Iridaceae
Velloziaceae
Taccaceae
Dioscoreaceae
Bromeliaceae
Musaceae
Zingiberaceae
Cannaceae
Marantaceae
ordo Orchidales
Burmanniaceae
Orchidaceae

- 2 classis Oppositifoliae syn.: Dicotyledoneae
1 subclassis Strobiloideae
1 superordo Apopetalae-Polycarpellatae
ordo Ranales
Magnoliaceae
Calycanthaceae
Monimiaceae
Cercidiphyllaceae
Trochodendraceae
Leitneriaceae
Annonaceae jako Anonaceae [sic]
Lactoridaceae
Gomortegaceae
Myristicaceae
Saururaceae
Piperaceae
Lacistemaceae
Chloranthaceae
Ranunculaceae
Lardizabalaceae
Berberidaceae
Menispermaceae
Lauraceae
Nelumbonaceae jako Nelumbaceae [sic]
Cabombaceae
Ceratophyllaceae
Dilleniaceae
Winteraceae jako Winteranaceae [sic]
ordo Malvales
Sterculiaceae
Malvaceae
Bombacaceae jako Bombaceae [sic]
Scytopetalaceae
Chlaenaceae syn.: Sarcolaenaceae
Gonystylaceae
Tiliaceae
Elaeocarpaceae
Balanopaceae jako Balanopsidaceae [sic]
Ulmaceae
Moraceae
Urticaceae
ordo Sarraceniales
Sarraceniaceae
Nepenthaceae
ordo Geraniales
Geraniaceae
Oxalidaceae
Tropaeolaceae
Balsaminaceae
Limnanthaceae
Linaceae
Humiriaceae
Rutaceae
Simaroubaceae jako Simarubaceae [sic]
Burseraceae
Meliaceae
Malpighiaceae
Trigoniaceae
Vochysiaceae
Polygalaceae
Tremandraceae
Dichapetalaceae
Euphorbiaceae
Callitrichaceae
ordo Guttiferales
Theaceae
Cistaceae
Guttiferae jako Guttiferaceae [sic]
Eucryphiaceae
Ochnaceae
Dipterocarpaceae
Caryocaraceae
Quiinaceae
Marcgraviaceae
Flacourtiaceae
Bixaceae
Cochlospermaceae
Violaceae
Malesherbiaceae
Turneraceae
Passifloraceae
Achariaceae
Caricaceae
Stachyuraceae
Koeberliniaceae
ordo Rhoedales
Papaveraceae
Tovariaceae
Nymphaeaceae
Moringaceae
Resedaceae
Capparaceae jako Capparidaceae [sic]
Brassicaceae
ordo Caryophyllales
Caryophyllaceae
Elatinaceae
Portulacaceae
Aizoaceae
Frankeniaceae
Tamaricaceae
Salicaceae
Podostemaceae jako Podostemonaceae [sic]
Hydrostachyaceae jako Hydrostachydaceae [sic]
Phytolaccaceae
Basellaceae
Amaranthaceae
Chenopodiaceae
Polygonaceae
Nyctaginaceae
Cynocrambaceae syn.: Theligonaceae
Bataceae jako Batidaceae [sic]
2 superordo Sympetalae-Polycarpellatae
ordo Ebenales
Sapotaceae
Ebenaceae
Symplocaceae
Styracaceae
Fouquieriaceae
ordo Ericales
Clethraceae
Ericaceae
Epacridaceae
Diapensiaceae
Pyrolaceae
Lennoaceae
ordo Primulales
Primulaceae
Plantaginaceae
Plumbaginaceae
Myrsinaceae
Theophrastaceae
3 superordo Sympetalae-Dicarpellatae
ordo Gentianales
Oleaceae
Salvadoraceae
Loganiaceae
Gentianaceae
Apocynaceae
Asclepiadaceae
ordo Polemoniales
Polemoniaceae
Convolvulaceae
Hydrophyllaceae
Boraginaceae jako Borraginaceae
Nolanaceae
Solanaceae
ordo Scrophulariales
2 subclassis Cotyloideae
1 superordo Apopetalae
ordo Rosales
Rosaceae
Malaceae
Prunaceae
Crossosomataceae
Connaraceae
Mimosaceae
Cassiaceae
Fabaceae
Saxifragaceae
Hydrangeaceae
Grossulariaceae
Crassulaceae
Droseraceae
Cephalotaceae
Pittosporaceae
Brunelliaceae
Cunoniaceae
Myrothamnaceae
Bruniaceae
Hamamelidaceae
Casuarinaceae
Eucommiaceae
Platanaceae
ordo Myrtales
Lythraceae
Sonneratiaceae
Punicaceae
Lecythidaceae
Melastomataceae
Myrtaceae
Combretaceae
Rhizophoraceae
Oenotheraceae
Halorrhagidaceae
Hippuridaceae
Cynomoriaceae
Aristolochiaceae
Rafflesiaceae
Hydnoraceae
ordo Loasales
Loasaceae
Cucurbitaceae
Begoniaceae
Datiscaceae
Ancistrocladaceae
ordo Cactales
Cactaceae
ordo Celastrales
Rhamnaceae
Vitaceae
Celastraceae
Buxaceae
Aquifoliaceae
Cyrillaceae
Pentaphylacaceae
Corynocarpaceae
Hippocrateaceae
Stackhousiaceae
Staphyleaceae
Geissolomataceae
Penaeaceae
Oliniaceae
Thymelaeaceae
Hernandiaceae
Elaeagnaceae
Myzodendraceae
Santalaceae
Opiliaceae
Grubbiaceae
Olacaceae
Loranthaceae
Balanophoraceae
ordo Sapindales
Sapindaceae
Hippocastanaceae
Aceraceae
Sabiaceae
Icacinaceae
Melianthaceae
Empetraceae
Coriariaceae
Anacardiaceae
Juglandaceae
Betulaceae
Fagaceae
Myricaceae
Julianaceae
Proteaceae
ordo Apiales jako Umbellales
Araliaceae
Apiaceae
Cornaceae

- 2 superordo Sympetalae
ordo Rubiales
Rubiaceae
Caprifoliaceae
Adoxaceae
Valerianaceae
Dipsacaceae
ordo Campanulales
Campanulaceae
Goodeniaceae
Stylidiaceae
Calyceraceae
ordo Asterales
Helianthaceae
Ambrosiaceae
Heleniaceae
Arctotidaceae
Calendulaceae
Inulaceae
Asteraceae
Vernoniaceae
Eupatoriaceae
Anthemidaceae
Senecionidaceae
Carduaceae
Mutisiaceae
Lactucaceae